# 古河産機システムズ
古河産機システムズ株式会社（ふるかわさんきシステムズ、英文社名： FURUKAWA INDUSTRIAL MACHINERY SYSTEMS CO.,LTD.）は、東京都千代田区丸の内に本社を置く産業機械メーカーである。古河機械金属グループの産業機械事業を担う中核事業会社（古河機械金属の連結子会社）で、古河グループ（古河三水会）に属している。2004年に古河機械金属の産業機械事業が分社化されたことに伴い誕生した。生産拠点として小山工場（栃木県）、栃木工場（栃木県）を有する。
鉱山における排水処理を目的としてポンプを開発して以来、日本におけるポンプ分野の大手メーカーとして広く知られる。また、トルコ・ボスポラス海峡横断トンネルや東京湾アクアラインなど、世界中の地下トンネル工事で採用されている実績を持つ。

## 主力製品・事業
- ポンプ
  - 食品業界向け一軸ねじポンプ
  - スラリーポンプ
  - 泥水シールド用スラリーポンプ
  - 特殊ポンプ
  - 汚泥ポンプ
  - 清水ポンプ
  - プラント工事
- 産業機械
  - 破砕機
  - 粉砕機
  - 造粒機
  - 分級機
  - 環境・リサイクル機器
  - マテリアルハンドリングシステム
  - ドリームミル（気流式粉砕機）
- 環境機械
  - 電気集塵機
  - 大気汚染防止設備
  - 下水道関連機械
  - トンネル工事用機械
- 鉄鋼構造物
  - 鋼橋梁
  - 鉄鋼構造物
- パーキングシステム
  - 立体駐車装置
  - サービス
- 耐摩・耐熱鋳物
- 産業廃棄物処理

## 主力製品の市場占有率
- 下水道用汚泥ポンプ - 国内シェア40%
- スラリーポンプ - 国内シェア20%
- 破砕機 - 国内シェア20%

## 実績
ポンプ関連は、公的機関から一般企業まで幅広い納入実績があり、各種工場での排水処理、浄水場や下水処理場、トンネル工事現場などで使用されている。
トルコのボスポラス海峡横断トンネル、東京湾横断道路（東京湾アクアライン）、首都高速環状線、つくばエクスプレスなどの地下トンネル工事現場で採用され、様々な排水処理現場で貢献している。

## 事業所所在地

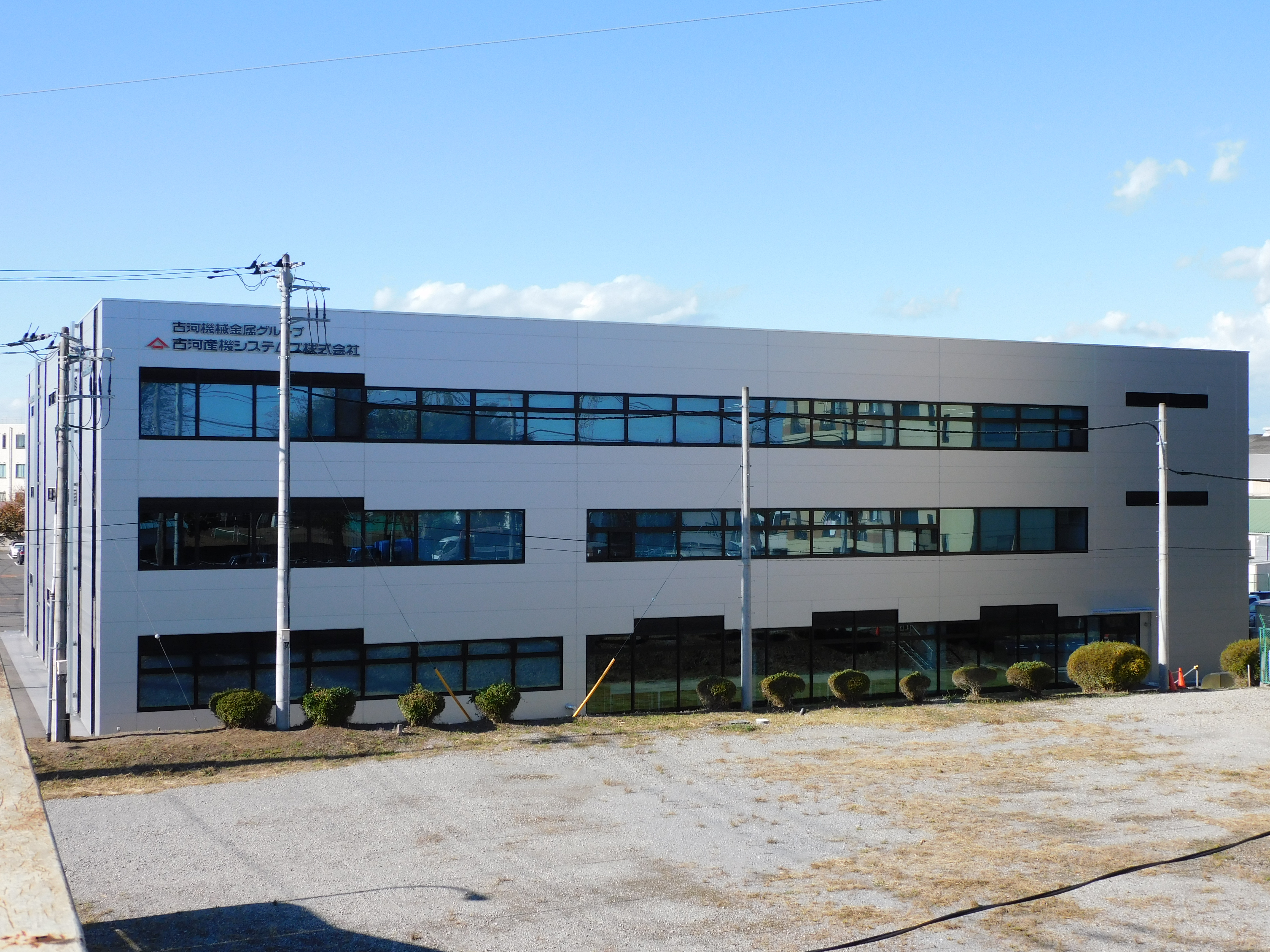
小山工場

- 本社：東京都千代田区丸の内2-2-3（丸の内仲通りビルディング）
- 工場
  - 小山工場：栃木県小山市若木町1-2-15
  - 栃木工場：栃木県栃木市大宮町2245
  - 秋田工場：秋田県秋田市
- 支店
  - 札幌支店：北海道札幌市東区
  - 東北支店：宮城県仙台市青葉区
  - 名古屋支店：愛知県名古屋市中村区
  - 大阪支店：大阪府大阪市北区
  - 九州支店：福岡県福岡市中央区
- 営業所
  - 盛岡営業所：岩手県盛岡市
  - 北関東営業所：栃木県小山市
  - 栃木営業所：栃木県栃木市
  - 横浜営業所：神奈川県横浜市中区

## 沿革
- 2004年 - 古河機械金属（旧・古河鉱業）の全額出資で設立。
- 2005年 - 古河機械金属より一般産業機械事業を分割承継。
- 2008年 - 古河大塚鉄工株式会社（旧・大塚鉄工、創業1902年、東京都港区芝三田豊岡町に存在）を吸収合併。

## グループ会社
- 古河キャステック（株）
- 群馬環境リサイクルセンター（株）
- 古河プラント建設（株）